# Mstidrag
Mstidrag (circa 930 – 995) è stato un sovrano obodrita.

## Biografia
Veniva dalla dinastia dei Naconidi. Figlio di Nakon, sovrano degli Obodriti dal 986 al 995. Dopo la sconfitta del padre nella guerra del 955, fu costretto a farsi battezzare insieme al fratello e ad altri influenti principi. Allo stesso tempo, seguiva segretamente le usanze pagane.
Dopo la morte di Nakon tra il 965 e il 966, suo fratello Mstivoj I ereditò il trono. A sua volta, Mstidrag aiutò quest'ultimo a liberare il paese dalla dipendenza tedesca e dal dominio dei sacerdoti. Tuttavia, le attività di Mstidrag prima del 986 sono sconosciute.
Nel 986, in circostanze sconosciute, morì il principe supremo Mstivoj I. Durante l'infanzia del suo nipote Mstislav, Mstidrag ottenne il potere supremo nell'Unione degli Obodriti. Ha continuato la politica del suo predecessore riguardo all'alleanza con la Danimarca e le vicine tribù Liuticane. In questo momento gli Obodriti si liberarono completamente dalla dipendenza dal Sacro Romano Impero, iniziarono addirittura ad attraversare il fiume Laba (Elba) ea creare insediamenti sullo stesso territorio imperiale.
Allo stesso tempo, secondo alcuni ricercatori, Mstidrag fu costretto a sottomettere le tribù ribelli dei Wagri e dei Polabi per la maggior parte del suo regno. Morì nel 995. Il potere è stato ereditato dal nipote Mstislav.